# Drepananthus carinatus
Drepananthus carinatus là loài thực vật có hoa thuộc họ Na. Loài này được Henry Nicholas Ridley mô tả khoa học đầu tiên năm 1922.
Từ năm 1955 đến năm 2010 người ta xếp nó trong chi Cyathocalyx với danh pháp Cyathocalyx carinatus sau di chuyển của James Sinclair. Năm 2010 Surveswaran S. et al. lại chuyển nó về chi Drepananthus.

## Phân bố
Malaysia bán đảo, Sumatra (Indonesia).